# Aída (serie de televisión de España)
Aída es una serie de televisión de comedia de situación española creada por Nacho G. Velillay producida por Globomedia para la cadena Telecinco, que se emitió del 16 de enero de 2005 al 8 de junio de 2014.
Aclamada como «la comedia española más longeva de la televisión».Es considerada actualmente como una serie de culto. Surgió como la primera serie derivada a nivel nacional de una serie española, en concreto de 7 vidas, y fue bautizado con el nombre del personaje que Carmen Machi interpretaba en la veterana comedia. Tras dos años de trabajo, Globomedia estrenó el proyecto el 16 de enero de 2005, reuniendo en su primer capítulo a 6 863 000 espectadores y logrando un 36 % de cuota de pantalla, siendo sin duda su récord de audiencia. A lo largo de los nueve años que estuvo en pantalla, contó con gran número de espectadores en sus diez temporadas emitidas: líder de audiencia en sus dos primeras temporadas, durante la temporada 2006 - 2007 fue la ficción española más vista, así como en la temporada siguiente la ficción española y extranjera con mayor audiencia. Más de la mitad de sus episodios se llevaron el horario central de Telecinco y su último episodio, emitido el 8 de junio de 2014, logró congregar a un total de 4 230 000 de espectadores.
Aída, originalmente protagonizada por Carmen Machi en papel homónimo, narraba la vida de los García, una familia peculiar de clase trabajadora afincada en el ficticio barrio madrileño de la Esperanza Sur, junto a sus antiguos vecinos y amigos, donde se desenvolvían la mayor parte de sus tramas.
En octubre de 2024, se confirmó el regreso de la serie con una película titulada "Aida y Vuelta".

## Historia
Se estrenó el 16 de enero de 2005 como secuela de 7 vidas. En dicha serie, Aída (Carmen Machi) era una «chacha» que trabajaba para Sole (Amparo Baró) y su hijo Paco (Javier Cámara). Como dijo Machi, su personaje entró en la cuarta temporada, «en un momento en que 7 vidas no llevaba mucho tiempo en emisión» para «un único capítulo nada más». Sin embargo, el personaje de Aída comenzó a gustar y empezó a trabajar en el bar de la serie, el «Casi-ke-no», dirigido por Gonzalo (Gonzalo de Castro). Tanto el equipo técnico como los guionistas, todos ellos encabezados por Nacho G. Velilla, se empezaron a dar cuenta de que tenían un personaje muy potente para darle su propio entorno, del cual ya se había empezado a hablar en 7 vidas.
La productora Globomedia y el equipo de la serie empezó a trabajar en el proyecto en 2003 y, finalmente, Telecinco dio «luz verde» en 2004, comenzando a trabajar en el casting de la serie y en grabar el episodio piloto, el cual se rodó en noviembre de ese mismo año. Días previos a la Navidad, Telecinco y Globomedia decidieron comprar el proyecto. Así, el 16 de enero de 2005 comenzaba el estreno de la primera temporada, la cual logró congregar en su primer capítulo, «Una nueva vida», a casi 7 000 000 de espectadores (36% de cuota de pantalla). Así, la primera temporada acabó el 24 de abril del mismo año con un total de 13 capítulos y un 32,1% de cuota de pantalla.
La segunda temporada se estrenó el 11 de septiembre de 2005 y finalizó el 18 de diciembre de ese mismo año; esta contó con un total de 14 capítulos, un 30,1% de share y supuso la incorporación definitiva de Eduardo Casanova, quien ya se había dejado ver en la primera temporada de manera esporádica, así como los cameos de Óscar Reyes, Canco Rodríguez y Secun de la Rosa, quienes se convertirían en pilares fundamentales de la serie en temporadas posteriores. La siguiente entrega de la serie, que tomó como trama principal la relación amorosa entre Aída y el tendero del barrio, Chema (Pepe Viyuela), se estrenó el 14 de mayo de 2006, pero finalizó el 16 de julio de ese mismo año con el episodio «Los Luismas del infierno», debido a la ruptura sentimental entre los dos vecinos. Así, los últimos capítulos de la tercera temporada volvieron el 10 de septiembre de ese mismo año, finalizando la temporada el 1 de octubre de 2006, con un especial que recogía los mejores momentos de la serie. Contó con un total de 14 capítulos y un 27,6 % de cuota de pantalla, algo inferior frente a sus temporadas predecesoras.
La cuarta temporada, que se empezó a grabar a finales de 2006, contó con 16 episodios y se estrenó del 7 de enero al 22 de abril de 2007. Esta temporada contó con la presencia de grandes actores invitados como Amparo Baró, Arturo Valls, Fernando Guillén o Lluís Homar, así como la incorporación de Pepa Rus, cuya presencia tomaría mayor protagonismo en temporadas posteriores. El primer capítulo, titulado «Misterioso asesinato en Esperanza Sur», contó con la presencia de Baró, quien volvió a ponerse en la piel de Sole, tras la finalización de 7 vidas en 2006. Sin embargo, dos capítulos de esta temporada, concretamente el tercero y el séptimo, tuvieron que ser censurados por la cadena, debido a las situaciones denigrantes que llevaron a la ofensa de la Iglesia y a la de una asociación de discapacitados que, en última instancia, acabó por demandar a Telecinco. Esta temporada contó, no obstante, con un 27,9% de share, un dato que la convirtió en la ficción española más vista de 2007.
La siguiente temporada, la quinta, alabada por Nacho G. Vellila como «la más brillante que habían hecho [hasta ahora]». Comenzó a grabarse a principios de septiembre de 2007 y se estrenó el 3 de diciembre de ese mismo año, contando con casi seis millones de espectadores y llevándose, nuevamente, el horario central. Sin embargo, poco después de que finalizara la temporada y antes de comenzar a grabar la siguiente entrega, la actriz principal, Carmen Machi, afirmó que su personaje, Aída, le «pesaba como una losa», debido a que la serie le robaba demasiado tiempo para realizar otros proyectos, como cine y, especialmente, teatro. Además, se sentía abrumada por la popularidad que conllevaba la televisión.
La serie comienza cuando el padre de Aída muere dejándole la casa familiar, a la que Aída decide regresar con sus dos hijos menores a cuestas; desatando así un sinfín de enredos cómicos que se desarrollan entre reencuentros casuales con antiguos vecinos y amigos, bromas sin sentido… Sin embargo, durante la sexta temporada de la serie, Carmen Machi la abandona y entra en su lugar Miren Ibarguren, interpretando el papel de Soraya, la hija mayor de Aída de la que se hablaba, pero no aparecía nunca, que vuelve a vivir con toda la familia.
Desde su estreno Aída se ha situado entre los espacios con mayor audiencia de la cadena, siendo la serie más vista en España desde 2007.
Además del respaldo de la audiencia, la serie ha recibido también múltiples Premios, entre los que destacan el Ondas a la Mejor serie española; así como reconocimientos a sus actores como el TP de Oro, el Fotogramas de Plata y los Premios de la Unión de Actores y Actrices.
Como novedad y tras cuatro años de líder en la noche de los domingos, Telecinco decide, tras unos reajustes de programación, que la serie se traslade al horario central del martes, en sustitución de Gran Hermano, entre el 13 de enero y el 24 de febrero de 2009 para volver a su antigua ubicación en el horario central de los domingos a partir del 1 de marzo.
La actriz Carmen Machi, que daba vida a Aída, se despidió de la serie en el episodio titulado «La familia mata», emitido el 13 de enero de 2009 correspondiente a la sexta temporada, siendo el primero del elenco de personajes fijos que abandona la serie. Tras su marcha la serie tomó como protagonistas a los vecinos del barrio Esperanza Sur, centrándose en las tramas de la familia García.Con motivo de la episodio del capítulo 100, la productora de la serie, Globomedia, preparó un episodio especial con tres números musicales en el que participaron todos los actores, a excepción de Carmen Machi, ya que la actriz abandonó la serie en el capítulo 90.
El 5 de septiembre de 2010 comenzó la octava temporada, que finalizó el 24 de abril de 2011. Contó con veintiocho episodios. Meses después, concretamente el 30 de octubre de 2011, dio comienzo la novena temporada, que finalizó el 23 de diciembre de 2012. Esta contó con un total de cuarenta y seis episodios y con el regreso episódico de la actriz Carmen Machi con su papel de Aída y con nuevas tramas en el guion.
Tras el éxito cosechado en sus nueve temporadas, la última estrenada el 30 de octubre de 2011, la serie fue renovada por una décima temporada, que se empezaría a grabar a mediados de 2012.
El 5 de enero de 2012, Ana Polvorosa que daba vida a Lorena García en la serie, abandonó Aída a mediados de la novena temporada para afrontar nuevos proyectos, en sustitución de ésta, Lola Dueñas se incorporó a la serie interpretando a Marisa, la exmujer de Chema y madre de Fidel, además la actriz Manuela Velasco también apareció durante varios episodios. En el episodio 16 de la novena temporada, la actriz Melani Olivares, que da vida a Paz Bermejo en la serie, abandona la ficción por un corto periodo de tiempo debido a que, en la vida real, estaba embarazada y, confirmándose, además, que volvería en la décima temporada de la serie.
El éxito de esta serie ha provocado que la carrera cinematográfica y teatral de los actores Carmen Machi, Paco León y Ana Polvorosa haya aumentando considerablemente al ganar numerosos Premios.
En enero de 2013, Dani Martínez se incorporó como personaje fijo dando vida a Simón Bermejo, el hermano de Paz.
El 22 de abril de 2013, Secun de la Rosa, actor que interpreta a Toni Colmenero, se convirtió en un personaje secundario en la décima temporada debido a que deseaba tener otros proyectos. Seis meses más tarde, el 20 de octubre del mismo año, la serie se proclamó como la comedia española más longeva de la televisión, ya que emitió su episodio 205, superando a su predecesora 7 vidas, que finalizó con 204 episodios. El 13 de noviembre, Telecinco anunció que la serie finalizaría su continuidad en España en 2014, tras la emisión de su décima temporada. En un principio se cerrarán las tramas en el capítulo 226, sin embargo, tiempo más tarde se confirmó que la comedia se despediría con 230 episodios, y que su producción acabaría el 19 de febrero de 2014. El 20 de febrero se confirmó el regreso de Carmen Machi, Ana Polvorosa y Secun de la Rosa para participar en el último episodio de la serie; un día después el grupo de audiovisual Mediaset España y la productora Globomedia acordaron la grabación de siete episodio más antes del final de la serie. Así, Aída se despidió de la televisión tras más de nueve años en antena y 237 episodios.

## Argumento
La serie comienza cuando Aída García, trabajadora de limpieza divorciada, ex alcohólica y sin estudios, regresa a su barrio obrero de toda la vida, Esperanza Sur, cuando su padre, recién fallecido, le deja en herencia la vivienda familiar. Aída se instala en el hogar con sus dos hijos pequeños, Lorena y Jonathan, además, deberá compartirlo con su madre Eugenia, antigua vedette de revista y su hermano Luisma, ex drogadicto. Allí se reencuentra con viejos conocidos de su juventud, como Paz Bermejo, su vecina, que ahora ejerce la prostitución, Mauricio Colmenero, dueño del Bar Reinols y Chema Martínez, que regenta una tienda de alimentos y vive con su hijo Fidel. Durante la sexta temporada de la serie, Aída entra en prisión y abandona la serie; en su lugar entra Soraya, su hija mayor, que había desaparecido hacía años, que se traslada al hogar familiar con su hija Aidita.

## Guion
Los guionistas son David S. Olivas, Julián Sastre, Raúl Díaz, Nando Abad, Antonio Sánchez, Oriol Capel, Sonia Pastor, Marta Sánchez, Jordi Terradas, Leyre Medrano, Iñaki San Román, Daniel Govantes, Paula L. Cuervo, Benjamín Herranz, Fernando Pérez, Rodrigo Martín, Tatiana Chisleanschi, María Miranda, Libertad Ortiz, Aurora Pérez, Jorge L. Del Pino, Roberto Jiménez, Juan R. Ruiz de Somavía, Almudena Ocaña, Francisco Arnal, Helena (Lele) Morales, Jaime Bauzá, Alberto López, Juan Torres, José Mª Oliva, Daniel Monedero, José Manuel Montes y Jorge Anes.

### Producción
Los productores ejecutivos de Aída son Arantxa Écija, Julián Sastre y Jesús Rodrigo. Aparte de la colaboración especial que tiene la productora con el grupo de Mediaset España, también llegan a participar ocasionalmente otros profesionales del medio. La idea original de la serie la tuvo Nacho G. Velilla, al ver que una buena actriz como Carmen Machi no tenía la suficiente importancia argumental. En la presentación en sociedad, Alberto Carullo, director de antena de Telecinco, explicó que «se ha creado un universo nuevo de personajes a partir de Aída. Carmen es la que lidera el proyecto y está muy arropada por un reparto extraordinario». Por su parte, el creador señaló que parte de lo que se refleja en la estructura de la serie, es lo que ocurre en la vida real.

«En la ficción televisiva, donde reina el éxito tanto profesional como sentimental, no se había reflejado todavía el grupo de gente que lo pasa mal para llegar a fin de mes y cuyo fin no es el éxito, sino la supervivencia. No veremos una familia feliz, sino que aspira a serlo; no veremos una persona establecida en un trabajo, sino personas que aspiran a buscar trabajo».
Nacho G. Velilla, 16 de enero de 2005. (Fórmula TV).

## Reparto
A lo largo de estas diez temporadas hemos podido ver pasar a una multitud de actores y personajes por la serie; en el anexo se incluyen los detalles argumentales sobre los personajes interpretados durante todas estas temporadas. Los directores de castings fueron Luis San Narciso y Tonucha Vidal, quienes ya habían trabajado para su antecesora 7 vidas.

### Principal
| Actor               | Personaje                           | Temporada   | Temporada   | Temporada   | Temporada   | Temporada   | Temporada   | Temporada   | Temporada   | Temporada   | Temporada    | Capítulos |
| Actor               | Personaje                           | Temporada 1 | Temporada 2 | Temporada 3 | Temporada 4 | Temporada 5 | Temporada 6 | Temporada 7 | Temporada 8 | Temporada 9 | Temporada 10 | Capítulos |
| ------------------- | ----------------------------------- | ----------- | ----------- | ----------- | ----------- | ----------- | ----------- | ----------- | ----------- | ----------- | ------------ | --------- |
| Marisol Ayuso       | Eugenia García García               | Principal   | Principal   | Principal   | Principal   | Principal   | Principal   | Principal   | Principal   | Principal   | Principal    | 236       |
| Eduardo Casanova    | Fidel Martínez González             | Recurrente  | Principal   | Principal   | Principal   | Principal   | Principal   | Principal   | Principal   | Principal   | Principal    | 219       |
| David Castillo      | Jonathan García García              | Principal   | Principal   | Principal   | Principal   | Principal   | Principal   | Principal   | Principal   | Principal   | Principal    | 230       |
| Miren Ibarguren     | Soraya García García                |             |             |             |             |             | Recurrente  | Principal   | Principal   | Principal   | Principal    | 150       |
| Paco León           | Luis Mariano «Luisma» García García | Principal   | Principal   | Principal   | Principal   | Principal   | Principal   | Principal   | Principal   | Principal   | Principal    | 221       |
| Carmen Machi        | Aída García García                  | Principal   | Principal   | Principal   | Principal   | Principal   | Recurrente  |             |             | Recurrente  | Invitada     | 95        |
| Dani Martínez       | Simón Agapito Bermejo               |             |             |             |             |             |             |             |             |             | Principal    | 26        |
| Melani Olivares     | María de la Paz «Paz» Bermejo       | Principal   | Principal   | Principal   | Principal   | Principal   | Principal   | Principal   | Principal   | Recurrente  | Principal    | 208       |
| Mariano Peña        | Mauricio Colmenero Sánchez          | Principal   | Principal   | Principal   | Principal   | Principal   | Principal   | Principal   | Principal   | Principal   | Principal    | 237       |
| Ana María Polvorosa | Lorena «Lore» García García         | Principal   | Principal   | Principal   | Principal   | Principal   | Principal   | Principal   | Principal   | Recurrente  | Invitada     | 174       |
| Óscar Reyes         | Oswaldo Wenceslao, «Machu-Pichu»    | Recurrente  | Recurrente  | Invitado    | Recurrente  | Recurrente  | Recurrente  | Principal   | Principal   | Principal   | Principal    | 210       |
| Canco Rodríguez     | Víctor Francisco Antolín, «Barajas» | Invitado    | Invitado    | Invitado    | Invitado    | Invitado    | Recurrente  | Recurrente  | Recurrente  | Principal   | Principal    | 107       |
| Secun de la Rosa    | Antonio «Toni» Colmenero Sánchez    |             |             | Invitado    | Invitado    | Recurrente  | Recurrente  | Recurrente  | Recurrente  | Principal   | Recurrente   | 62        |
| Pepa Rus            | María Inmaculada «Macu» Colmenero   |             |             |             | Recurrente  | Principal   | Principal   | Principal   | Principal   | Principal   | Principal    | 118       |
| Manuela Velasco     | Ainhoa Díaz Serrano                 |             |             |             |             |             |             |             |             | Principal   | Recurrente   | 22        |
| Pepe Viyuela        | José María «Chema» Martínez         | Principal   | Principal   | Principal   | Principal   | Principal   | Principal   | Principal   | Principal   | Principal   | Principal    | 237       |

### Secundario
| Actor               | Personaje                     | Temporada   | Temporada   | Temporada   | Temporada   | Temporada   | Temporada   | Temporada   | Temporada   | Temporada   | Temporada    | Capítulos |
| Actor               | Personaje                     | Temporada 1 | Temporada 2 | Temporada 3 | Temporada 4 | Temporada 5 | Temporada 6 | Temporada 7 | Temporada 8 | Temporada 9 | Temporada 10 | Capítulos |
| ------------------- | ----------------------------- | ----------- | ----------- | ----------- | ----------- | ----------- | ----------- | ----------- | ----------- | ----------- | ------------ | --------- |
| Guillermo Vallverdú | "El quiosquero"               |             |             | Secundario  | Secundario  | Secundario  | Secundario  | Secundario  | Secundario  | Secundario  | Invitado     | 39        |
| Rodrigo Utrilla     | Héctor                        |             |             | Invitado    | Secundario  | Secundario  | Invitado    |             |             |             |              | 8         |
| Néstor Gutiérrez    | Néstor "Aconcagua"            | Secundario  | Secundario  | Secundario  | Secundario  | Secundario  | Secundario  | Secundario  | Secundario  | Secundario  | Secundario   | 196       |
| Adrián Gordillo     | José Daniel "El Mecos"        | Invitado    | Invitado    | Invitado    |             | Invitado    | Secundario  | Secundario  | Secundario  | Secundario  | Secundario   | 46        |
| Rafa Ramos          | Germán Roncero                |             |             |             | Invitado    | Secundario  | Secundario  | Secundario  | Secundario  | Secundario  | Secundario   | 32        |
| Juanjo Cucalón      | Manolo García                 |             |             |             | Invitado    |             |             |             |             |             |              | 1         |
| Sanseverina Lazar   | Aída "Aidíta" Padilla         |             |             |             |             |             | Secundario  | Secundario  | Secundario  | Secundario  | Secundario   | 76        |
| María León          | Josefa "La Jose"              |             |             |             |             |             |             | Secundario  | Invitada    |             |              | 3         |
| Bernabé Fernández   | Marcial                       |             |             |             |             |             |             | Secundario  |             |             |              | 5         |
| Eloy Azorín         | Eduardo "Edu" Sastre          |             |             |             |             |             |             |             | Secundario  | Secundario  |              |           |
| Concha Hidalgo      | Emilia Gorrochategui          |             |             |             |             |             |             |             | Secundario  | Secundario  |              | 12        |
| María Díaz          | "La Junca"                    |             |             |             |             |             |             |             |             | Secundario  | Secundario   | 17        |
| Younes Bachir       | Omar                          |             |             |             |             |             |             |             |             | Secundario  | Secundario   | 4         |
| Lola Dueñas         | María Luisa "Marisa" González |             |             |             |             |             |             |             |             | Secundario  |              | 3         |
| Alfonso Lara        | Agente Riesgo                 |             |             |             |             |             |             |             |             |             | Secundario   | 3         |
| José García         | Higinio                       |             |             |             |             |             |             |             |             |             | Secundario   | 3         |

## Señas de identidad

### Secuencia de apertura
El barrio donde está ambientada la serie, Esperanza Sur, es ficticio, pero las imágenes mostradas en la cabecera pertenecen a los distritos madrileños de Carabanchel y su distrito vecino Usera. El distrito de Carabanchel siempre ha sido conocido por ser un distrito de mayoría obrera, de familias con salarios humildes, mucha «vida de barrio», y cierta delincuencia «barriobajera». Es por ello que los productores vieron en Carabanchel un marco visual idóneo para la ambientación de la serie. Sin embargo, los cambios de escena que ocurren durante la emisión del episodio pertenecen al barrio madrileño de Hortaleza. En concreto, se grabaron a lo largo de la calle Mar Caspio, utilizando para ello diferentes ángulos de visión. La cabecera principal y en los cambios de escena aparecen escenas de las calles Zapardiel, Valdecanillas, Castillo de Simancas, Virgen de la Oliva y Zaratán. Ambas calles están situadas en el barrio de Simancas, en el distrito de San Blas-Canillejas.[cita requerida]
En la sexta temporada se renovó la cabecera, que llevaba sin modificarse desde los primeros episodios, cuando entró Eduardo Casanova al elenco de actores jóvenes. Se añadió en los créditos a Miren Ibarguren y se eliminó a Carmen Machi, que abandonó la serie a mitad de la temporada; además, se actualizaron las fotos de David Castillo, Ana Polvorosa, Eduardo Casanova y Marisol Ayuso, que han experimentado gran cambio físico desde el inicio de la serie.
En el capítulo 167 de la novena temporada se renovó la cabecera, modificando por completo la estructura de la imagen, incluyendo los personajes de Toni (Secun de la Rosa), Macu (Pepa Rus), Barajas (Canco Rodríguez) y Machupichu (Óscar Reyes). Los demás personajes también cambian sus respectivas imágenes. Sin embargo, en los seis capítulos posteriores, concretamente el 173, con la marcha de Lorena (Ana Polvorosa) de la serie su imagen desapareció de la nueva cabecera. Aunque en la siguiente temporada en el capítulo 213 (Hermanos de mala leche) se volvió a renovar totalmente la cabecera eliminando a (Secun de la Rosa) y metiendo su nueva incorporación (Dani Martínez)

### Canciones
La canción que acompaña a la cabecera fue compuesta e interpretada por la cantante española Bebe, titulada «Que nadie me levante la voz», en exclusiva para la serie. Toda la música original de la serie, exceptuando la canción de sintonía, "Que nadie me levante la voz", ha sido compuesta, producida e interpretada por Miguel Ruiz de Elvira y Guillermo Maestro.[cita requerida]
- Que nadie me levante la voz (Sintonía)
- Hoy tengo mono de ti (T1 - Ep.7)
- Coleccionista de amor (T2 - Ep 4)
- Quiero salir de aquí (T6 - Ep.100)
- Ríete conmigo (T6 - Ep.100)
- Soy un cabrón (T6- Ep.100)
- Frikis v.s Chungos (T6- Ep.100)
- Quiero quedarme aquí (T6 - Ep.100)
- Soy la Bim Bam Bum (T8)
- Traje de Luces (T8)
- Lore, Macu (T8 y T9)
- Lore, te queremos (Todo el reparto de "Aída" y Carlos Baute) (T9 - Episodio 172)
- Roce, tacto (Interpretado por Carlos Baute) (T9 - Episodio 172)
- Con mi colmenero (T9 - Episodio 196)
- Cumplimos doscientos (Todo el reparto de "Aída") (T10 - Episodio 200)

## Episodios
| Temporada      | Temporada | Episodios | Estreno                  | Final                   | Audiencia media | Audiencia media |
| Temporada      | Temporada | Episodios | Estreno                  | Final                   | Espectadores    | Cuota           |
| -------------- | --------- | --------- | ------------------------ | ----------------------- | --------------- | --------------- |
| Del 1 al 13    | 1         | 13        | 16 de enero de 2005      | 24 de abril de 2005     | 5 764 000       | 32,1%           |
| Del 14 al 27   | 2         | 14        | 11 de septiembre de 2005 | 18 de diciembre de 2005 | 5 365 000       | 30,1%           |
| Del 28 al 41   | 3         | 14        | 14 de mayo de 2006       | 1 de octubre de 2006    | 3 980 000       | 27,6%           |
| Del 42 al 57   | 4         | 16        | 7 de enero de 2007       | 22 de abril de 2007     | 5 117 000       | 27,9%           |
| Del 58 al 83   | 5         | 26        | 2 de diciembre de 2007   | 15 de junio de 2008     | 5 709 000       | 30,8%           |
| Del 84 al 110  | 6         | 27        | 14 de diciembre de 2008  | 21 de junio de 2009     | 4 282 000       | 22,3%           |
| Del 111 al 125 | 7         | 15        | 4 de abril de 2010       | 18 de julio de 2010     | 3 286 000       | 18,2%           |
| Del 126 al 153 | 8         | 28        | 5 de septiembre de 2010  | 24 de abril de 2011     | 3 151 000       | 16,5%           |
| Del 154 al 199 | 9         | 46        | 30 de octubre de 2011    | 23 de diciembre de 2012 | 3 411 000       | 16,9%           |
| Del 200 al 237 | 10        | 38        | 15 de septiembre de 2013 | 8 de junio de 2014      | 2 766 000       | 14,2%           |
| Total          | Total     | 237       | 16 de enero de 2005      | 8 de junio de 2014      | 4 042 000       | 22,0%           |

## Curiosidades
- Chema (Pepe Viyuela) dijo en la octava temporada que no le gusta la Navidad porque es un día de reunión de la familia y no le gustaba; sin embargo, en la segunda temporada había dicho todo lo contrario.
- En el episodio 6 de la temporada 10 hubo un flashback del año 2001 en el que Chema decía que le habían robado 500€ cuando en aquella época el euro no había entrado en circulación todavía en España.
- Eugenia (Marisol Ayuso) no llega a llamar a Jonathan por su nombre hasta finales de la segunda temporada.
- En el año 2015, Marisol Ayuso y Pepe Viyuela se reencontraron en el rodaje de un episodio de Olmos y Robles.
- En la sexta temporada se afirma que ningún miembro de la familia conoce a Aidita (Sanseverina Lazar) y, sin embargo, en la octava se afirma lo contrario.
- Mariano Peña tiene doble papel en la serie, ya que interpreta a Mauricio y a su madre, Eulalia.
- En un principio Aída (Carmen Machi) se iba a morir por cáncer de mama, pero decidieron cambiarlo para no hacer de la serie una tragedia.
- En un principio Soraya (Miren Ibarguren) iba a ser interpretada por (María León), pero decidieron cambiarlo por el parecido físico con Luisma (Paco León).

## Emisión en otros países y adaptaciones
La serie se ha emitido en otros países en versión original o doblada y además ha conocido varias adaptaciones locales.
| País / Región | Estreno | Canal                        | Título                  |
| ------------- | ------- | ---------------------------- | ----------------------- |
| México        | 2007    | Azteca 7                     | Aída                    |
| Chile         | 2008    | Televisión Nacional de Chile | Aída- Adaptación Local  |
| Bulgaria      | 2010    | BTV Comedy                   | Аида                    |
| Ecuador       | 2012    | Teleamazonas                 | Aída - Adaptación Local |
| Polonia       | 2012    | TVP2                         | Aída - Adaptación Local |

## Premios y nominaciones

### Premios Ondas
| Año  | Categoría                                      | Actor                | Resultado |
| ---- | ---------------------------------------------- | -------------------- | --------- |
| 2013 | Mejor intérprete masculino en ficción nacional | Pepe Viyuela         | Ganador   |
| 2012 | Mejor intérprete masculino en ficción nacional | Mariano Peña         | Ganador   |
| 2010 | Mejor intérprete masculino en ficción nacional | Paco León            | Ganador   |
| 2008 | Mejor intérprete femenino en ficción nacional  | Carmen Machi         | Ganadora  |
| 2006 | Mejor serie nacional                           | Mejor serie nacional | Ganadora  |

### Premios Iris
| Año  | Categoría                 | Actor                     | Resultado |
| ---- | ------------------------- | ------------------------- | --------- |
| 2010 | Mejor actor               | Paco León                 | Nominado  |
| 2010 | Mejor guion               | Mejor guion               | Nominado  |
| 2009 | Mejor programa de ficción | Mejor programa de ficción | Nominado  |
| 2009 | Mejor guion               | Mejor guion               | Nominado  |
| 2008 | Mejor programa de ficción | Mejor programa de ficción | Nominado  |
| 2008 | Mejor actor               | Paco León                 | Ganador   |
| 2007 | Mejor programa de ficción | Mejor programa de ficción | Nominado  |
| 2007 | Mejor actriz              | Carmen Machi              | Ganadora  |
| 2007 | Mejor actor               | Paco León                 | Ganador   |
| 2007 | Mejor guion               | Mejor guion               | Ganador   |
| 2006 | Mejor programa de ficción | Mejor programa de ficción | Nominado  |
| 2006 | Mejor actriz              | Carmen Machi              | Nominada  |
| 2005 | Mejor actor               | Paco León                 | Ganador   |

### Golden Nymph Awards
| Año  | Categoría               | Actor                  | Resultado |
| ---- | ----------------------- | ---------------------- | --------- |
| 2008 | Mejor serie de comedia  | Mejor serie de comedia | Nominada  |
| 2008 | Mejor actor de comedia  | Paco León              | Nominado  |
| 2008 | Mejor actor de comedia  | Pepe Viyuela           | Nominado  |
| 2008 | Mejor actor de comedia  | Mariano Peña           | Nominado  |
| 2008 | Mejor actor de comedia  | Eduardo Casanova       | Nominado  |
| 2008 | Mejor actriz de comedia | Carmen Machi           | Nominada  |
| 2008 | Mejor actor de comedia  | Paco León              | Nominado  |
| 2008 | Mejor actriz de comedia | Melanie Olivares       | Nominada  |
| 2008 | Mejor actriz de comedia | Marisol Ayuso          | Nominada  |
| 2008 | Mejor actriz de comedia | Ana María Polvorosa    | Nominada  |
| 2008 | Mejor productor         | Ignacio García         | Nominado  |

### TP de Oro
| Año  | Categoría            | Actor                | Resultado |
| ---- | -------------------- | -------------------- | --------- |
| 2011 | Mejor actor          | Paco León            | Nominado  |
| 2010 | Mejor actor          | Paco León            | Ganador   |
| 2009 | Mejor actor          | Paco León            | Nominado  |
| 2008 | Mejor actriz         | Carmen Machi         | Nominada  |
| 2008 | Mejor actor          | Paco León            | Nominado  |
| 2007 | Mejor actriz         | Carmen Machi         | Ganadora  |
| 2007 | Mejor actor          | Paco León            | Nominado  |
| 2006 | Mejor serie nacional | Mejor serie nacional | Nominada  |
| 2006 | Mejor actriz         | Carmen Machi         | Nominada  |
| 2006 | Mejor actor          | Paco León            | Nominado  |
| 2005 | Mejor serie nacional | Mejor serie nacional | Nominada  |
| 2005 | Mejor actriz         | Carmen Machi         | Ganadora  |
| 2005 | Mejor actor          | Paco León            | Ganador   |

### Premios Fotogramas de Plata
| Año  | Categoría                  | Actor        | Resultado |
| ---- | -------------------------- | ------------ | --------- |
| 2009 | Mejor actor de televisión  | Paco León    | Nominado  |
| 2008 | Mejor actriz               | Carmen Machi | Nominada  |
| 2008 | Mejor actor de televisión  | Paco León    | Nominado  |
| 2007 | Mejor actriz de televisión | Carmen Machi | Ganadora  |
| 2007 | Mejor actor de televisión  | Paco León    | Ganador   |
| 2006 | Mejor actriz               | Carmen Machi | Nominada  |
| 2006 | Mejor actor de televisión  | Paco León    | Nominado  |